# Pseudomicrocara olliffi
Pseudomicrocara olliffi es una especie de coleóptero de la familia Scirtidae.

## Distribución geográfica
Habita en (Australia).